# Autoportret z profilu (obraz Józefa Rapackiego)
Autoportret z profilu – obraz olejny autorstwa Józefa Rapackiego z ok. 1900 roku, znajdujący się w zbiorach Muzeum Warszawy.

## Informacje katalogowe
Artysta namalował swój autoportret ok. 1900 r. Miał wówczas około 30 lat. Przedstawił się z profilu, w ujęciu do ramion. Dzieło o wymiarach 46,0 × 37,5 cm nie jest sygnowane. Rapacki użył farb olejnych, malując na płótnie (naklejone na tekturę). Obraz znajduje się w zbiorach Muzeum Warszawy (do 2014 Muzeum Historyczne m.st. Warszawy), numer katalogowy: MHW 29267.